# Yeom Ki-hun
Dans ce nom coréen, le nom de famille, Yeom, précède le nom personnel.
Yeom Ki-hun (hangeul : 염기훈), né le 30 mars 1983, est un footballeur international sud-coréen. Il évolue actuellement aux Suwon Samsung Bluewings dans le championnat national sud-coréen au poste d'ailier gauche.
Il fait partie des 23 joueurs sud-coréens sélectionnés pour participer à la coupe du monde 2010.

## Palmarès
- Ligue des champions de l'AFC : 2006 avec les Chonbuk Hyundai Motors.
- Coupe d'Asie de l'Est 2008 avec la Corée du Sud

## Buts internationaux
| # | Date            | Lieu                   | Adversaire    | Score | Compétition                |
| - | --------------- | ---------------------- | ------------- | ----- | -------------------------- |
| 1 | 29 juin 2007    | Seogwipo, Corée du Sud | Irak          | 3-0   | Match amical               |
| 2 | 20 février 2008 | Chongqing, Chine       | Corée du Nord | 1-1   | Coupe d'Asie de l'Est 2008 |
| 3 | 23 février 2008 | Chongqing, Chine       | Japon         | 1-1   | Coupe d'Asie de l'Est 2008 |